# Srul Bronștein
Srul Bronshtein (în idiș סראָל בראָנשטײן; n. 1913, Ștefănești, județul Soroca, gubernia Basarabia, Imperiul Rus – d. 1943, Toshkent, Republica Sovietică Socialistă Uzbecă, URSS) a fost un scriitor și poet evreu basarabean de limba idiș. În anii 1930 a locuit la București, unde a început să publice primele sale poezii. Aici a fost membru al unui grup de tineri scriitori basarabeni, alături de Aaron Oknitzer, Ihil Șraibman sau Zvi Zelman.